# Manuela Pedraza
Manuela Pedraza, även känd som Manuela la Tucumanesa ("Manuela från Tucumanesa"), född 1780, död efter 1807, var en argentinsk frihetshjältinna som blev berömd för sitt försvar av Argentina under den misslyckade brittiska invasionen av Rio de la Plata 1806–1807. 
Pedraza var gift med en korpral i den spanska (argentinska) armén. Under striderna mellan britter och spanjorer i Buenos Aires 11 augusti 1806 dödades hennes make, varpå hon tog upp hans vapen, dödade hans angripare och sedan tog hans plats i striden på slagfältet. Hennes handling gjorde att hon hyllades som en patriotisk hjältinna. 
En gata, en skola samt en utmärkelse för kvinnor som ägnat sig åt socialt arbete, "Mención de Honor Manuela Pedraza", har sitt namn efter henne.